# 霍洛韋茨科 (斯特雷區)
48°54′42″N 23°23′49″E / 48.91167°N 23.39694°E

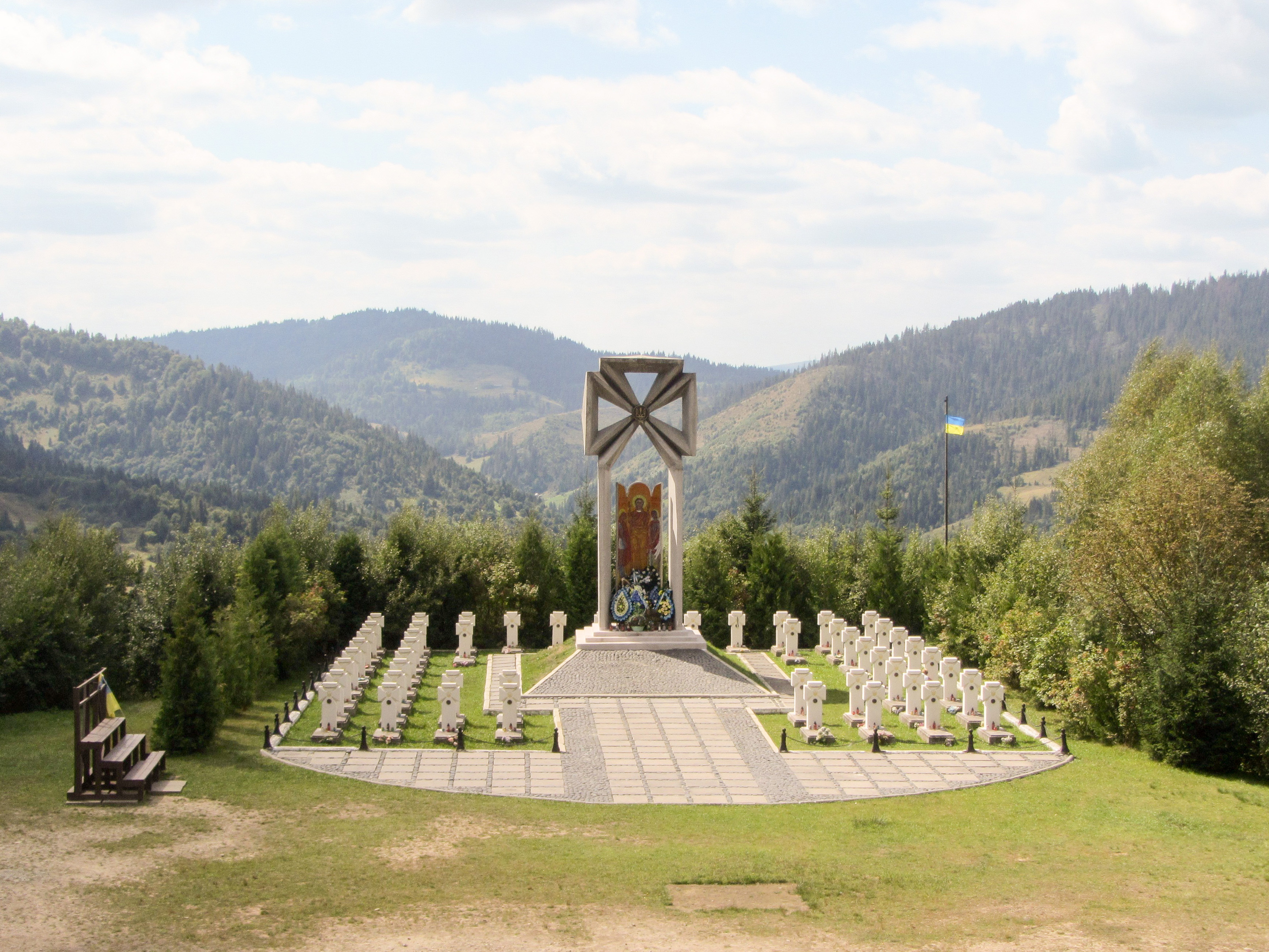
纪念碑

霍洛韋茨科（烏克蘭語：Головецько），是烏克蘭的城鎮，位於該國西部利沃夫州，由斯特雷區斯拉夫斯科市镇負責管轄，處於霍洛夫昌卡河畔，始建於1574年，面積1.73平方公里，海拔高度634米，2001年人口524。